# Michael Sheen

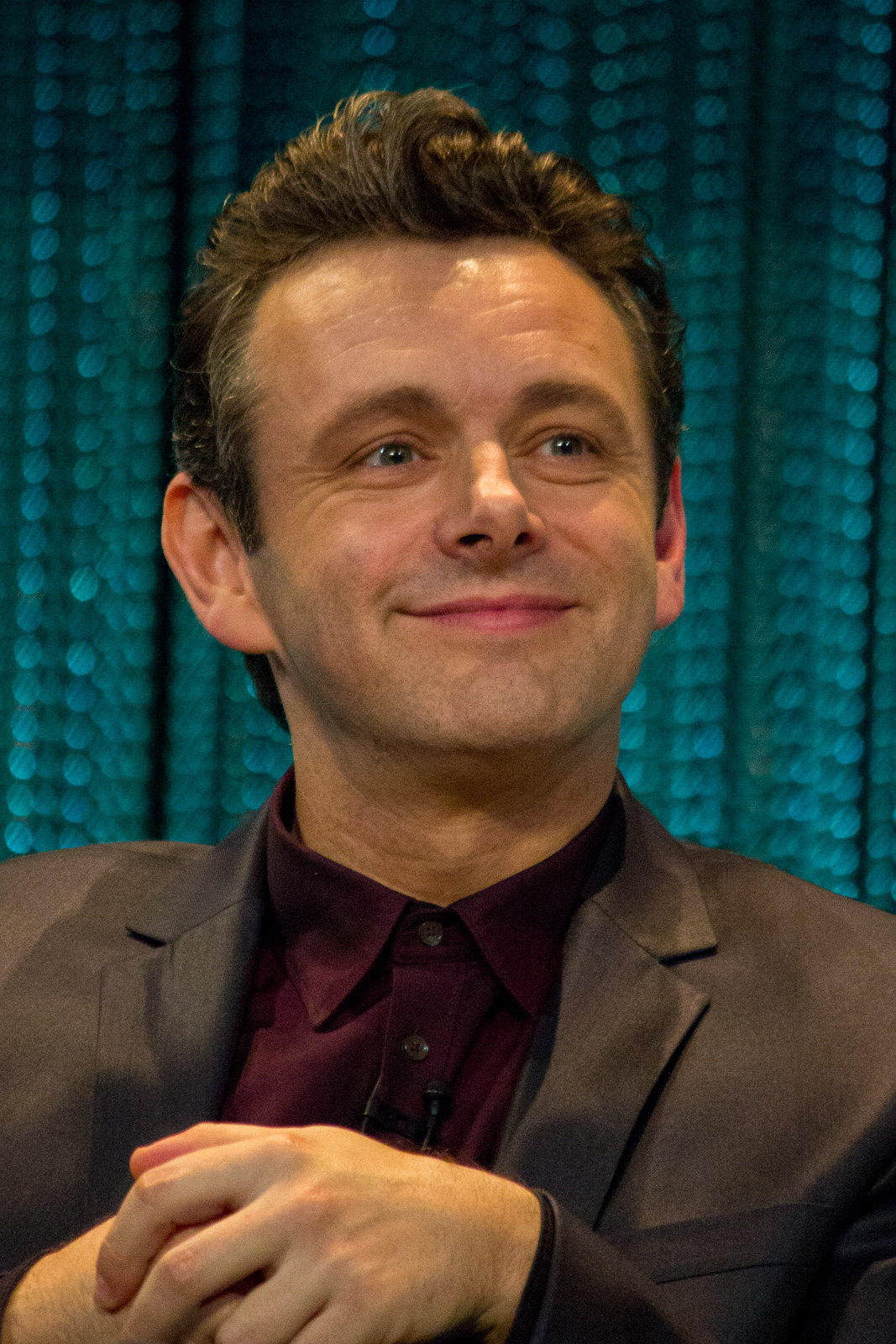
Michael Sheen (2014)

Michael Christopher Sheen (/ˈmaɪkəl ˈkrɪstəfər ʃiːn/) (* 5. Februar 1969 in Newport) ist ein walisischer Theater-, Film- und Fernsehschauspieler.

## Leben und Karriere
Sheen wuchs in Port Talbot auf und trat als Teenager im West Glamorgan Youth Theatre und im National Youth Theatre of Wales auf. Auch heute noch pflegt er eine enge Verbindung zu seiner walisischen Heimat; so drehte er zum Beispiel 2011 vor Ort in Port Talbot eine Aufführung des säkularen Passionsspiels The Passion unter Mitwirkung der örtlichen Bevölkerung (die verfilmte Version erschien 2012 unter dem Titel The Gospel of Us, dem Titel der gleichnamigen Romanvorlage von Owen Sheers). Auch politisch ist Sheen sehr an seinem Heimatland interessiert. Er filmte für die BBC die Dokumentation Michael Sheen's Valleys Rebellion, in der er sich mit der gegenwärtigen Enttäuschung der Waliser über die Politik auseinandersetzte.
Seine formelle schauspielerische Ausbildung begann Sheen 1988, als er nach London zog, um der renommierten Royal Academy of Dramatic Art (RADA) beizutreten. In seinem zweiten Jahr erhielt er dort das Laurence Olivier Stipendium der Society of London Theatre für besonders talentierte Schauspieler. Seinen Bachelor-Abschluss in Schauspiel machte er schließlich 1991. In den folgenden Jahren war Sheen vor allem im Theater tätig; seine erste professionelle Rolle hatte er 1991 in der Globe-Theatre-Produktion von When She Danced.
Er wirkte in der BBC-Fernsehserie Gallowglass (basierend auf dem Drama von Ruth Rendell) und in den Filmen Oscar Wilde (1997) – in dem er Robert Ross spielte – und in Mary Reilly mit. Dennoch blieb er hauptsächlich Bühnenschauspieler und agierte in Aufführungen wie Heinrich V., Peer Gynt, The Dresser, Caligula und Look Back in Anger.
Unter Regisseur Shekhar Kapur spielte er 2002 eine wichtige Nebenrolle in dem Historienfilm Die vier Federn. 2003 hatte er neben Kate Beckinsale eine zentrale Rolle in Len Wisemans Underworld. Im selben Jahr spielte er den britischen Premierminister Tony Blair in dem TV-Drama The Deal. Er verkörperte ihn erneut 2006 in Stephen Frears’ Drama Die Queen neben Helen Mirren sowie in dem HBO/BBC-Film The Special Relationship (2010) neben Dennis Quaid als Bill Clinton. In der 2007 erstausgestrahlten Dokumentationsreihe Rom spielte er Kaiser Nero. Zudem absolvierte er einige Gastauftritte in der vierten Staffel der NBC-Comedyserie 30 Rock.
Seit September 2013 war er neben Lizzy Caplan als William H. Masters in der Showtime-Serie Masters of Sex zu sehen, die 2016 endete. Sein Interesse an der nächsten Generation von Filminteressierten beweist er außerdem im 2015 gestarteten CBBC-Programm CINEMANIACS. Dieses richtet sich an Kinder, die gerne mehr über die Entstehung von Filmen lernen oder selbst einmal Filme erschaffen möchten. In diesem Programm bewältigt Michael Sheen nicht nur eine wöchentliche Challenge, um sein Talent als „Super Actor“ zu beweisen; er ist auch für das Konzept hinter dem Programm mitverantwortlich und fungiert als Associate Producer.
An der Seite von David Tennant war Sheen 2019 in der Hauptrolle des Engels Erziraphael (Tennant als Dämon Crowley) in Neil Gaimans sechsteiliger BBC-Miniserie Good Omens zu sehen. Es handelt sich um eine Verfilmung des gleichnamigen Romans von Gaiman und Terry Pratchett. Die Dreharbeiten wurden im Februar 2018 abgeschlossen. Sie wurde am 1. Juni 2019 auf Prime Video erstveröffentlicht und auf BBC Two erstausgestrahlt. Sheen erhielt für seine Rolle eine Nominierung für einen Saturn-Award 2019. Aufgrund des großen Erfolgs wurde die Serie mit einer zweiten Staffel fortgesetzt, die am 28. Juli 2023 erschien.

## Privatleben
Einige Zeit lebte er zusammen mit seiner damaligen Lebensgefährtin Kate Beckinsale in den USA. Am 31. Januar 1999 kam ihre gemeinsame Tochter Lily Mo Sheen zur Welt, die bei Beckinsale aufwuchs. Nach dem Ende der Beziehung kehrte er nach Großbritannien zurück. Sheen lebt und arbeitet in London, hat aber auch eine Wohnung in Los Angeles und pflegt regelmäßigen Kontakt mit seiner Tochter.
Von 2004 bis 2010 unterhielt Sheen eine Fernbeziehung mit der englischen Ballett-Tänzerin Lorraine Stewart.
Von 2010 bis 2013 war er mit der Schauspielkollegin Rachel McAdams liiert, die er am Set von Midnight in Paris kennenlernte.
Von Anfang 2014 bis Ende 2017 war Sheen in einer Beziehung mit der Komikerin Sarah Silverman, die er am Set der Serie Masters of Sex kennengelernt hatte.
2009 erhielt Sheen das Offizierskreuz des Order of the British Empire. 2017 gab er dieses jedoch wieder zurück.
Im Dezember 2021 gab Sheen bekannt, künftig den Großteil seiner Einnahmen aus der Schauspielarbeit für soziale Zwecke spenden zu wollen; er sehe sich als „Not-For-Profit Actor“.
Sheen lebt in Baglan mit seiner Lebensgefährtin, der schwedischen Schauspielerin Anna Lundberg. Am 23. September 2019 kam ihre Tochter Lyra zur Welt, am 20. Mai 2022 ihre zweite Tochter Mabli.

## Filmografie (Auswahl)
- 1993: Gallowglass
- 1995: Othello
- 1996: Mary Reilly
- 1997: Oscar Wilde
- 1998: Animated Epics: Beowulf
- 1998: Lost in France
- 1999: Doomwatch: Winter Angel
- 2002: Heartlands
- 2002: Die vier Federn (The Four Feathers)
- 2003: Bright Young Things
- 2003: Underworld
- 2003: The Deal
- 2003: Timeline
- 2004: Laws of Attraction
- 2004: Dirty Filthy Love
- 2004: The Banker
- 2004: Essential Poems for Christmas
- 2005: Königreich der Himmel (Kingdom of Heaven)
- 2005: The League of Gentlemen’s Apocalypse
- 2005: Underworld: Evolution
- 2005: Dead Long Enough
- 2006: Kenneth Williams: Fantabulosa!
- 2006: Die Queen (The Queen)
- 2006: Blood Diamond
- 2007: Rom: Neros Wahn (Dokumentationsserie)
- 2007: Music Within
- 2008: Frost/Nixon
- 2009: Underworld – Aufstand der Lykaner
- 2009: The Damned United – Der ewige Gegner (The Damned United)
- 2009: New Moon – Biss zur Mittagsstunde (The Twilight Saga: New Moon)
- 2010: Alice im Wunderland (Alice in Wonderland, Stimme)
- 2010: Unthinkable – Der Preis der Wahrheit (Unthinkable)
- 2010: Beautiful Boy
- 2010: Tron: Legacy
- 2010: The Special Relationship
- 2011: Doctor Who (Fernsehserie, Folge 6x04, Stimme)
- 2011: Midnight in Paris
- 2011: Resistance – England has fallen (Resistance)
- 2011: Breaking Dawn – Biss zum Ende der Nacht, Teil 1 (The Twilight Saga: Breaking Dawn – Part 1)
- 2012: Breaking Dawn – Biss zum Ende der Nacht, Teil 2 (The Twilight Saga: Breaking Dawn – Part 2)
- 2012: Jesus Henry Christ
- 2013: Zugelassen – Gib der Liebe eine Chance (Admission)
- 2013: Der Abenteurer – Der Fluch des Midas (The Adventurer: The Curse of the Midas Box)
- 2013–2016: Masters of Sex (Fernsehserie, 46 Folgen)
- 2014: Kill the Messenger
- 2015: Am grünen Rand der Welt (Far from the Madding Crowd)
- 2016: Alice im Wunderland: Hinter den Spiegeln (Alice Through the Looking Glass, Stimme)
- 2016: Nocturnal Animals
- 2016: Norman (Norman: The Moderate Rise and Tragic Fall of a New York Fixer)
- 2016: Passengers
- 2017: Liebe zu Besuch (Home Again)
- 2017: Im Zweifel glücklich (Brad’s Status)
- 2018: Apostle
- 2018: Slaughterhouse Rulez
- 2019:	The Good Fight (Fernsehserie, 7 Folgen)
- 2019–2021: Prodigal Son – Der Mörder in Dir (Prodigal Son, Fernsehserie, 33 Folgen)
- seit 2019: Good Omens (Fernsehserie)
- 2020: Quiz (Miniserie, 3 Folgen)
- 2020: Die fantastische Reise des Dr. Dolittle (Dolittle)
- 2020: Faith Healer
- 2020–2023: Staged (Fernsehserie, 22 Folgen)
- 2021: Last Train to Christmas
- 2022: Sandman (Fernsehserie, Folge 1x11, Stimme)
- 2023: Best Interests (Fernsehserie, 4 Folgen)
- 2024: The Way (Miniserie, 3 Folgen)
- 2024: A Very Royal Scandal (Miniserie, 3 Folgen)